# Stulejka
Stulejka (łac. phimosis) – męskie schorzenie wrodzone lub nabyte polegające na zwężeniu ujścia napletka, które uniemożliwia (stulejka całkowita) lub utrudnia (stulejka częściowa) ściąganie napletka (we wzwodzie lub w stanie spoczynku penisa). Łacińska nazwa pochodzi od greckiego słowa φῑμός, czyli kaganiec.
Pojęcie to jako określenie stanu chorobowego (patologicznego) ma sens dopiero od pewnego momentu rozwoju organizmu, gdyż u większości noworodków, niemowląt i dzieci (do około 2–3 lat) płci męskiej nie można napletka odsunąć do rowka zażołędnego i jest to prawidłowy stan fizjologiczny. W przypadku noworodków napletek jest sklejony z żołędzią za pomocą mastki.
Za stulejkę uważa się również taki stan, w którym napletek pozwala się odprowadzić do rowka zażołędnego, ale w trakcie erekcji powoduje ucisk i ból.
Wyróżnia się kilka przypadków stulejki:
- pełna, gdy napletek nie pozwala odsłonić żołędzi
- niepełna:

1. możliwe jest częściowe odsłonięcie żołędzi
2. możliwe jest pełne odsłonięcie żołędzi w stanie bez erekcji
3. możliwe jest pełne odsłonięcie żołędzi, również w stanie erekcji, ale z zaciskaniem się napletka w tym stanie w rowku zażołędnym

Stulejka może być wrodzona oraz nabyta, w tym przypadku w dowolnym, nawet podeszłym wieku.
Badania przeprowadzone na bostońskim Uniwersytecie Medycznym stwierdziły występowanie analogicznego zjawiska u kobiet – stulejki łechtaczki.

## Stulejka fizjologiczna
Rickwood, podobnie jak inni autorzy, zasugerowali, że prawdziwa stulejka jest zbyt często diagnozowana ze względu na brak rozróżnienia między normalną niewydolnością rozwojową a stanem patologicznym. Niektórzy autorzy używają terminów „fizjologicznych” i „patologicznych”, inni używają pojęcia „nierozciągniętego napletka”, aby odróżnić ten stan rozwojowy od stanu patologicznego.

## Leczenie operacyjne
W Polsce stulejka leczona jest operacyjnie po ukończeniu 2. roku życia. W początkowym stadium stulejka może być leczona poprzez naciąganie, np. rozgrzanego w gorącej kąpieli napletka (metoda Beaugé’a), ponadto lekarz może zalecić domową terapię leczenia schorzenia za pomocą przepisanych wcześniej pacjentowi specjalistycznych maści sterydowych. W łagodnych przypadkach stosuje się zabieg plastyczny poszerzający ujście napletka. Zazwyczaj operacja przeprowadzana jest przy znieczuleniu miejscowym. Rehabilitacja trwa niewiele ponad dwa tygodnie. Mimo prostego zabiegu mogą wystąpić liczne powikłania szczególnie gdy operowana jest osoba młoda przed wejściem w wiek dojrzewania. Wynika to z dwóch przyczyn: młody penis nie zdążył się jeszcze odpowiednio wykształcić, jest w stanie wzrostu w którym nie powinien być operowany, ze względu na mały rozmiar wykonywanie na nim zabiegów operacyjnych jest dużo trudniejsze. W grupie szczególnego ryzyka znajdują się dzieci, gdyż najczęściej występuje u nich stulejka fizjologiczna, która zanika w okresie dojrzewania i nie należy jej operować.
Źle wykonana operacja najczęściej prowadzi do powikłań takich jak: bolesne oddawanie moczu, zakażenia i zbliznowacenia po których konieczne są kolejne operacje, gdyż prowadzą one do stulejki wtórnej która jest dużo trudniejsza w leczeniu.
W bardziej poważnych przypadkach stulejki niewystarczająca jest plastyka wędzidełka, wówczas konieczne może być poddanie pacjenta obrzezaniu.